# Distretto di Panfilov (Kirghizistan)
Il distretto di Panfilov (in kirghiso Панфилов району?, Panfilov rayonu) è un distretto (raion) del Kirghizistan con  capoluogo Kajyngdy.